# José Maldonado González
José Maldonado González (1901 i Tineo, Asturien – 1985 i Oviedo) var den spanske republiks sidste eksilpræsident. Efter kapitulationen til Franco gik republikkens ledelse i eksil, først i Frankrig, siden i Mexico. Maldonado blev ved parlamentsvalget i 1936 valgt for Oviedo-provinsen for Izquierda Republicana, som indgik i Folkefronten. Han flygtede til Frankrig i 1938.
Maldonado var fra 1949 til 1951 justitsminister i eksilregeringen, og fra 1962 til 1971 var han justits- og informationsminister. I 1970 efterfulgte han Luis Jiménez de Asúa som eksilpræsident. I 1977 anerkendte han det spanske parlamentsvalg og nedlagde eksilregeringen i forståelse med den mexicanske præsident José López Portillo.